# Obón
Obón – gmina w Hiszpanii, w prowincji Teruel, w Aragonii, o powierzchni 68,38 km². W 2011 roku gmina liczyła 39 mieszkańców.